# Sveriges folkhushållningsminister
Folkhushållningsminister var det statsråd som var chef för Folkhushållningsdepartementet, ett av Sveriges departement 1939–1950. Axel Gjöres  innehade ämbetet längst tid, 6 år och 78 dagar.

## Lista över Sveriges folkhushållningsministrar
| 1939-50                     |                                 |      |                 |                  |                    |                        |      |                             |        |
| Namn (Född-Död)             | Namn (Född-Död)                 | Bild | Ämbetsperiod    | Ämbetsperiod     | Ämbetsperiod       | Politiskt tillhörighet | Val  | Regering                    | Källor |
| Namn (Född-Död)             | Namn (Född-Död)                 | Bild | Tillträde       | Frånträde        | Varaktighet        | Politiskt tillhörighet | Val  | Regering                    | Källor |
|                             | Herman Eriksson (1894-1949)     |      | 15 oktober 1939 | 7 mars 1941      | 1 år och 143 dagar | Socialdemokraterna     | 1936 | Hansson II S – BF           |        |
| Hansson III S – BF – FP – H | Herman Eriksson (1894-1949)     |      | 15 oktober 1939 | 7 mars 1941      | 1 år och 143 dagar | Socialdemokraterna     | 1936 |                             |        |
|                             | Axel Gjöres (1889-1979)         |      | 7 mars 1941     | 24 maj 1947      | 6 år och 78 dagar  | Socialdemokraterna     | 1940 | Hansson III S – BF – FP – H |        |
| Hansson IV S                | Axel Gjöres (1889-1979)         |      | 7 mars 1941     | 24 maj 1947      | 6 år och 78 dagar  | Socialdemokraterna     | 1940 |                             |        |
| Erlander I S                | Axel Gjöres (1889-1979)         |      | 7 mars 1941     | 24 maj 1947      | 6 år och 78 dagar  | Socialdemokraterna     | 1940 |                             |        |
|                             | Gunnar Sträng (1906-92)         |      | 24 maj 1947     | 29 oktober 1948  | 1 år och 158 dagar | Socialdemokraterna     | 1944 | Erlander I S                |        |
|                             | Karin Kock-Lindberg (1891-1976) |      | 29 oktober 1948 | 31 december 1949 | 1 år och 63 dagar  | Socialdemokraterna     | 1948 | Erlander I S                |        |
|                             | John Ericsson i Kinna (1907-77) |      | 1 januari 1950  | 30 juni 1950     | 0 år och 180 dagar | Socialdemokraterna     | 1948 | Erlander I S                |        |